# Bingerville

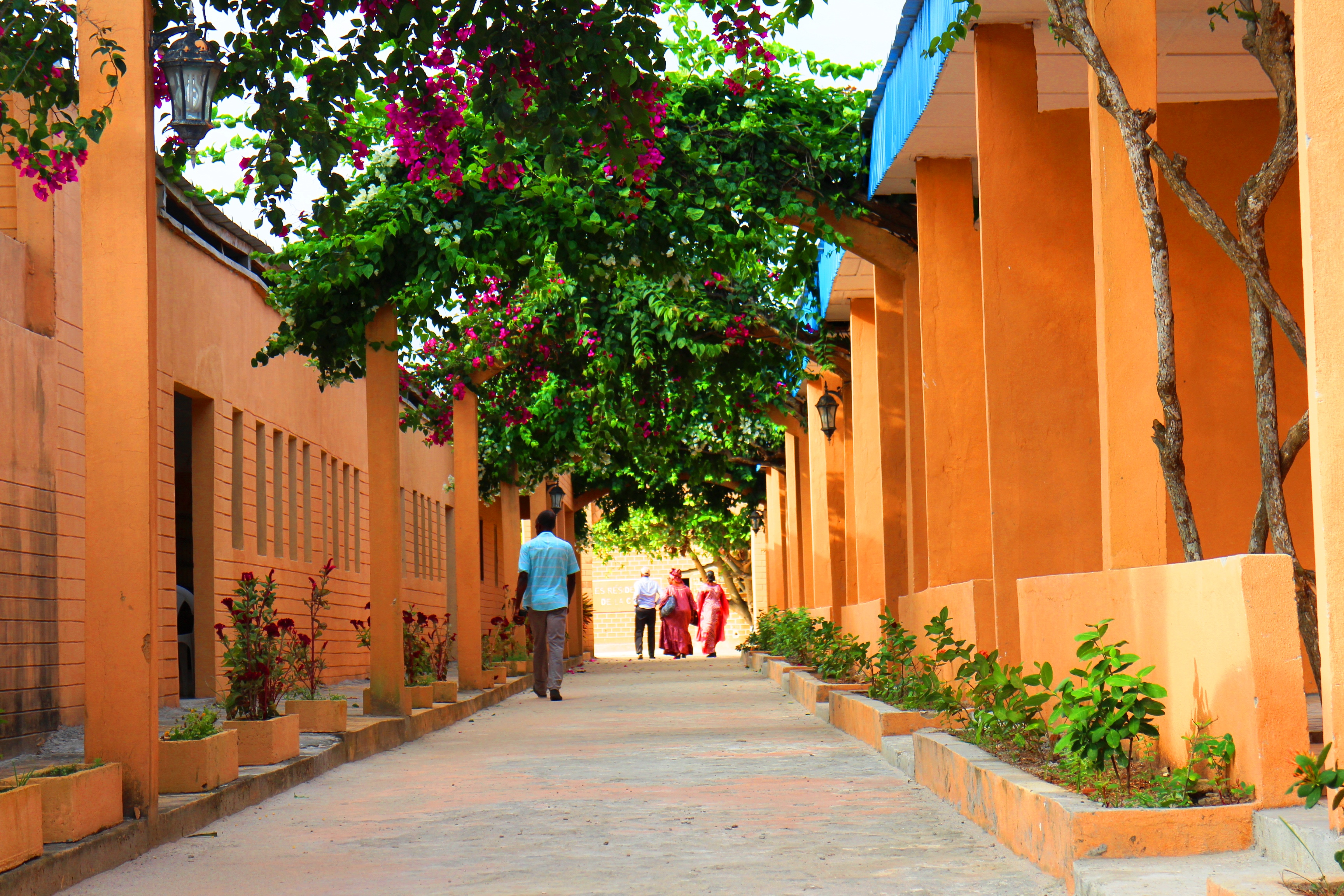
Straßenbild Bingerville

Bingerville ist eine Stadt und Unterpräfektur im Autonomen Distrikt Abidjan in der Elfenbeinküste mit 91.319 Einwohnern laut Zensus 2014. Der frühere Marktflecken war von 1900 bis 1934 nach Grand-Bassam und vor Abidjan Hauptstadt der Elfenbeinküste. Ihr Name geht zurück auf den französischen Gouverneur Louis-Gustave Binger.

## Geographie
Bingerville befindet sich an der Ébrié-Lagune, etwa 20 Kilometer östlich des Zentrums der Hauptstadt Abidjan.

## Geschichte
In Bingerville befindet sich neben Iwo Eleru im Süden Nigerias einer der beiden wichtigen archäologischen Fundorte Westafrikas, wo mit Sicherheit bereits in der Epoche zwischen 25.000 und 13.000 Jahren vor unserer Zeitrechnung moderne Menschen (homo sapiens) gelebt haben.

## Sprachen
Neben der Amtssprache Französisch wird im Alltag vor allem Ébrié, die Sprache der Ébriés gesprochen.

## Bildung
Neben einem großen botanischen Garten ist die Unterpräfektur Sitz des interafrikanischen Ausbildungszentrums für Elektrizitätsberufe (Centre des Métiers de l'Electricité).

## Sport
Bekannt ist der lokale Fußballverein Entente Sportive de Bingerville.

## Söhne und Töchter der Stadt
- Paul-Siméon Ahouanan Djro (1952–2024), römisch-katholischer Erzbischof von Bouaké
- Amara Diané (* 1982), Fußballspieler
- Wilfried Bony (* 1988), Fußballspieler
- Stéphane Agbré (* 1989), Fußballspieler
- Eric Bailly (* 1994), Fußballspieler
- Carolle Zahi (* 1994), Leichtathletin
- Ange Mikael Fabrice Any (* 1995), Fußballspieler
- Oumar Diakité (* 2003), Fußballspieler